# Anette Fleming
Anette Fleming (* 6. Januar 1960 in Oldenburg (Oldb)) ist eine deutsche Cutterin für Dokumentar- und Spielfilme.

## Werdegang
Nach einem zweijährigen Aufenthalt in Frankreich studierte Anette Fleming Theaterwissenschaften an der Freien Universität Berlin. Von 1985 bis 1992 arbeitete sie im „Offenen Kanal Berlin“ (heute „Alex“). Von 1993 bis 1996 war sie als TV-Producerin bei der „Elektronischen Medienforschungsgesellschaft“, von 1997 bis 2007 als Redakteurin und Producerin bei RBB/ARTE in Berlin/Brandenburg tätig. Seitdem ist sie freie Editorin, u. a. für ARTE, ARD, ZDF, SF. Anette Fleming bildete Video-Editoren aus und unterrichtete Filmmontage am „Bildungswerk der Wirtschaft in Berlin/Brandenburg“ und am „East Asia Institute of Visual Anthropology“ in Kunming, VR China.

## Filmografie, Montage Dokumentarfilme (Auswahl)
- 2004: Die chinesischen Schuhe, Regie Tamara Wyss
- 2008: Harlan – Im Schatten von Jud Süß, Regie Felix Moeller
- 2010: Musik Mon Amour, Regie Daniela Schmidt-Langels
- 2018: Going for the impossible – The conductor Mirga Gražinytė-Tyla, Regie Daniela Schmidt-Langels
- 2019: Paris Calligrammes, Regie Ulrike Ottinger
- 2021: Der Waldmacher (The Forest Maker), Regie Volker Schlöndorff

## Filmografie, Montage Fernsehproduktionen (Auswahl)
- 2006: Die Kunst der Fuge, Regie Stefan Zednik (Film-Essay)
- 2007: Big Band Poesie, Regie Stefan Schwietert (Musikfilm)
- 2012: Die Jagd nach Land, Regie Chiara Sambuchi
- 2013: Meret Oppenheim – Eine Surrealistin auf eigenen Wegen, Regie Daniela Schmidt-Langels
- 2014: Palast der Gestrandeten, Regie Chiara Sambuchi
- 2014: Nazi Exil, Regie Géraldine Schwarz
- 2015: Valie Export – Ikone und Rebellin, Regie Claudia Müller (Dokumentation)
- 2021: Die rätselhafte Krankheit – Leben mit ME/CFS, Regie Daniela Schmidt-Langels
- 2022: Ohren auf!, Regie Bettina Ehrhardt
- 2022: Legasthenie – Wir dachten immer, Du bist dumm, Regie Daniela Schmidt-Langels

## Filmografie, Montage Reihen (TV) (Auswahl)
- 2006: Ma vie, über Helmut Berger, Andreas Dresen, Julia Franck, David Chipperfield, Hans Neuenfels, Vaclav Havel, Regie: Cordula Kablitz-Post, Daniela Schmidt-Langels, Claudia Müller, Jarmila Buzkova
- 2017: CineKino: Germany, Belgium, Czech Republic, Slovakia, Great Britain, Austria, Regie Matthias Luthard
- 2017: Künstlerinnen: Annette Messager, Jenny Holzer, Kiki Smith, Katharina Grosse, Tatiana Trouvé, Monica Bonvicini, Ursula von Rydingsvard, Regie: Claudia Müller

## Videoediting für Ausstellungen
- 2000: Ständige Ausstellung / Filmmuseum Berlin
- 2002–2013: „Fernsehen macht glücklich“, „Die Kommissarinnen“, „Loriot“, „Wir waren so frei ...“, „Experimentelles Fernsehen“, „Bernd Eichinger – Alles Kino“ / Filmmuseum Berlin
- 2019: Ulrike Ottinger, Paris Calligrammes, Haus der Kulturen der Welt Berlin